# Autesione
Autesione (in greco antico: Αὐτεσίων?, Autesíōn) è un personaggio della mitologia greca. Figlio di Tisameno, fu re di Tebe.
Figlio del re di Tebe Tisameno, fu successore del padre sul trono della città, ma dovette abbandonarlo ben presto a causa di una persecuzione da parte delle Erinni (secondo altre fonti invece egli lasciò la città prima di diventare re e non lo divenne mai). Su consiglio di un oracolo Autesione sì unì agli Eraclidi ed emigrò nei pressi di Sparta. Al suo posto sul trono di Tebe fu scelto Damasittone.
Fu padre di Tera e di Argia. Quest'ultima ebbe come figli Euristene e Procle, che divennero sovrani di Sparta.